# Club Sport Carlos Tenaud
El Carlos Tenaud es un club de fútbol peruano, de la ciudad de Trujillo, en el departamento de La Libertad. Fue fundado el 3 de noviembre de 1921 y juega en la Copa Perú afiliado a la Liga Distrital de Trujillo.

## Historia

### Fundación
El origen del Club Sport Carlos Tenaud, se remonta a principios del siglo XX. Fue fundado el 3 de noviembre de 1921, en la hoy calle Lloque Yupanqui, a un costado de la piscina Gildeimester, en la residencia de la familia Ramírez Medianero, teniendo como primer presidente a Don Carlos Razón y por ser el mejor de todos los años 30 adopta el apelativo de Los Taitas.

### El nombre del club
Fue adoptado en honor al héroe de la aviación civil, Carlos Tenaud Pomar, quien fue reconocido como pionero de la aviación peruana.

### Últimos años
Luego de varias décadas, en el año 2010 el Carlos Tenaud vuelve a avanzar en la Copa Perú, al haber quedado subcampeón de la Liga Distrital de Fútbol de Trujillo en su edición 2010. En dicho torneo avanzó hasta la Etapa Departamental donde fue eliminado en semifinales por Miguel Grau de Huamachuco.
En 2015 fue subcampeón distrital y clasificó a la Etapa Provincial. En esa etapa llegó a la liguilla final donde obtuvo el campeonato y el pase a la Departamental tras empatar 2-2 en la última fecha ante Víctor Arana Los Mangos. Fue eliminado en la semifinal de la Zona Costa tras caer por penales ante Sporting Tabaco de Cartavio.
En 2018 terminó en penúltimo lugar en la Liga Distrital y descendió a la Segunda División distrital. Al año siguiente logró el título de esta categoría y retornó la Primera distrital.
En el 2020 en el año de la pandemia en la liga distrital se jugó 5 partidos, donde los ganó los 5 los ganó
en el 2021 no hubo actividad por la pandemia del covid - 19
en el 2022 en el año de su centenario salió campeón invicto de la liga distrial, y jugó la etapa porvincial del a Copa Perú 2023
En el 2023 acabó en cuarto lugar de la liga disitrial, este año el Equipo de Carlos Tenaud saco su equipo de Futbol Femenino el cual terminó Campeón de la Liga Superior y actualmentente está jugando las semifinales de la Etapa Departamental liga de ascenso a la Liga 1

## Uniforme
- Uniforme titular: Camiseta de rayas verticales rojas y amarillas, pantalón rojo, medias negras.
- Uniforme alternativo: Camiseta celeste, pantalón negro, medias rojas.

Uniforme titular
| 1984 | 2020 |  |

## Hinchada
Tenaud es uno de los clubes más antiguos de Trujillo y por lo tanto tiene hincha en esa ciudad.

### La Barra N.º 12
La barra es originaria del popular Barrio de Chicago donde hasta la fecha se mantiene como sede tradicional y punto de encuentro de los hinchas identificados con el club, los cuales tienen como lema por tradición la popular frase "Chicago Siempre Tenaud!".
Entre los Principales Miembros de la Barra destacan Ramón Zapata Menezes alias el "Boqui", El Negro Felpa, entre otros.

## Rivalidades
Su tradicional rival era el club Sanjuanista (actualmente inactivo) con el que disputaba antiguamente el "Clásico de Trujillo".

## Estadio

### Instalaciones
El local del club se encuentra ubicado en la Avenida Los Incas Nº606, en el barrio Chicago de la ciudad de Trujillo.

### El campo de fútbol
En Huanchaquito cuenta con un campo de fútbol, ubicado a la altura del km 10 de la carretera a Huanchaco, también cuenta con un campo recreativo y con un Gimnasio, para la comodidad de los futbolistas.

## Palmarés

### Torneos regionales
- Liga Provincial de Trujillo (1): 2015.
- Liga Distrital de Trujillo: 1928, 1940, 1954, 2016, 2022.
- Segunda División de Trujillo: 2019.
- Subcampeón de la Liga Provincial de Trujillo: 2010.
- Subcampeón de la Liga Distrital de Trujillo: 1930, 2010, 2015.

### Equipo Femenino
Tercer Lugar Nacional 2010
- ... Campeón Departamental 2010
- ... Campeón Departamental 2011
- ... Subcampeón Departamental 2023
- ... Campeón de la Liga Superior 2023